# Ітієш (фараон)
Ітієш — давньоєгипетський фараон додинастичного періоду, який правив Нижнім Єгиптом наприкінці IV тисячоліття до н. е. й умовно належить до нульової династії.

## Життєпис
Відомий лише завдяки Палермського каменя, дотепер немає жодного свідоцтва про його особу. Його ім'я перекладається як «Завойовник земель».

## См.також
- Список керівників держав 4 тисячоліття до н.е.